# Péninsule Ibérique
Pour les articles homonymes, voir Ibérique et Ibérie.
La péninsule Ibérique, ou simplement l’Ibérie, est une péninsule située à la pointe sud-ouest de l'Europe, qui comprend principalement l'Espagne, le Portugal et l’Andorre, ainsi que de petites parties des territoires français ou britanniques.

## Géographie
La péninsule Ibérique est entourée, au sud et au sud-est, par la mer Méditerranée ; au sud-ouest, à l’ouest et au nord-ouest, par l’océan Atlantique, et, au nord-est, par les Pyrénées, qui séparent l’Espagne de la France. Elle comprend actuellement :
| Pays/Territoires | Superficie dans la péninsule | Proportion | Description |
| ---------------- | ---------------------------- | ---------- | --- |
| Espagne          | 490 000 km2                  | 84 %       | Occupe la plus grande partie de la péninsule. Partie continentale européenne sauf le Val d'Aran situé dans le bassin versant de la Garonne.                       |
| Portugal         | 89 261 km2                   | 15 %       | Occupe la plus grande partie de l'Ouest de la péninsule. Seul État souverain de la péninsule exclusivement atlantique.                                            |
| France           | 600 km2                      | < 1 %      | La moitié de la Cerdagne, territoire français situé sur le versant sud des Pyrénées. Quelques vallées pyrénéennes comme la haute vallée de l'Irati et Artxilondo. |
| Andorre          | 468 km2                      | < 1 %      | Enclavé entre la France et l'Espagne dans les Pyrénées, au nord de la péninsule. Sauf les vallées de l'est qui sont orientées vers le bassin versant de l'Ariège. |
| Gibraltar        | ~6,8 km2                     | < 1 %      | Petit territoire britannique d'outre-mer, situé au sud de l'Espagne.                                                                                              |

Environ 54 millions d'habitants peuplaient la péninsule Ibérique en 2005.

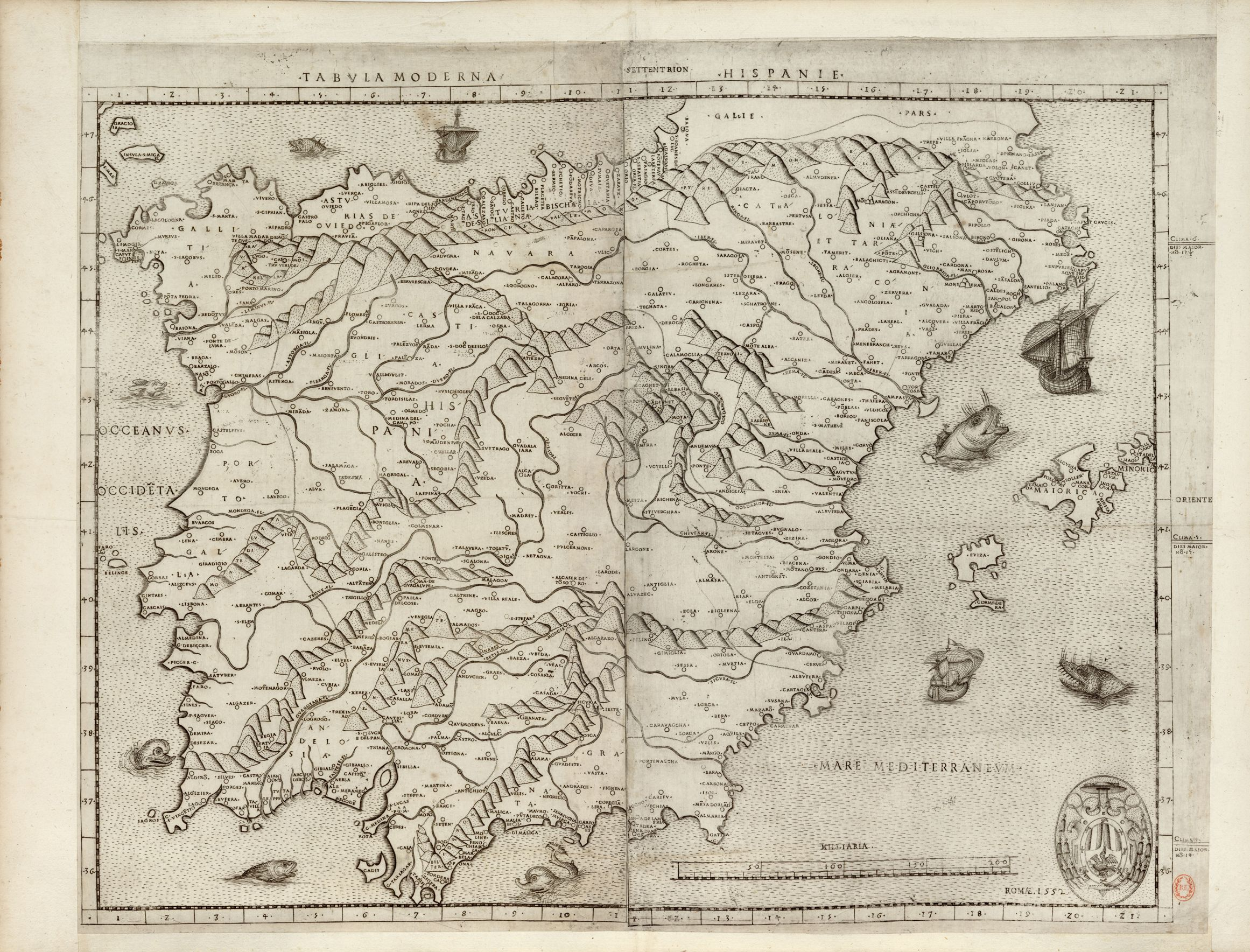
Carte ancienne de la péninsule ibérique, 1552.

La limite nord de la péninsule, dans les Pyrénées, ne correspond pas forcément aux frontières politiques ni aux habitats et peuplements dont la présence a évolué au cours de l'histoire. Cas particulier, le village du Perthus à cheval sur la frontière franco-espagnole et la limite de partage des eaux entre nord et sud.

### Climat
La péninsule ibérique est située au sud du continent européen et au nord du Maghreb. Le climat y est principalement méditerranéen, pour les régions à basses altitudes et le littoral.
Néanmoins, en considérant le relief généralement montagneux de la péninsule, ce climat tend vers la continentalité à mesure que l'on s'enfonce dans les terres. Ainsi, les régions enclavées dans la péninsule comme l'Aragon ou la communauté de Madrid possèdent un climat méditerranéen à tendance continentale, avec de fortes variations saisonnières dans les températures, très chaudes l'été (plus de 30°C) et froides les nuits d'hiver (avec gel possible) où des chutes de neige peuvent se produire. Bien qu'exceptionnel, le cas de la tempête Filomena, qui a paralysé la capitale espagnole sous 40 cm de neige en janvier 2021, semble même témoigner d'une aggravation de ces variations saisonnières du mercure, visiblement causée par le dérèglement climatique.
En fonction de l’altitude et du relief, on peut trouver un climat aux tonalités montagnardes avec des hivers plus froids où des chutes de neige peuvent se produire. Le littoral possède des températures plus douces l’hiver par rapport à l’intérieur des terres.
Les vastes plaines portugaises et espagnoles ont un climat nettement méditerranéen avec des étés chauds à très chauds, secs, et des hivers plus froids que sur les côtes.
Plus l’on se déplace vers le sud de la péninsule, plus la sécheresse est forte et les pluies sont faibles en plaine et sur le littoral.
Le Portugal et l’Espagne constituent deux des pays les plus secs et chauds d’Europe, ceci étant propice à la culture des arbres fruitiers méditerranéens comme l’olivier, l’amandier, le figuier de Barbarie, le citronnier, l’oranger, le dattier, le laurier.
La durée d'ensoleillement de la péninsule varie de 1550 à 2900 heures par an.

## Géologie

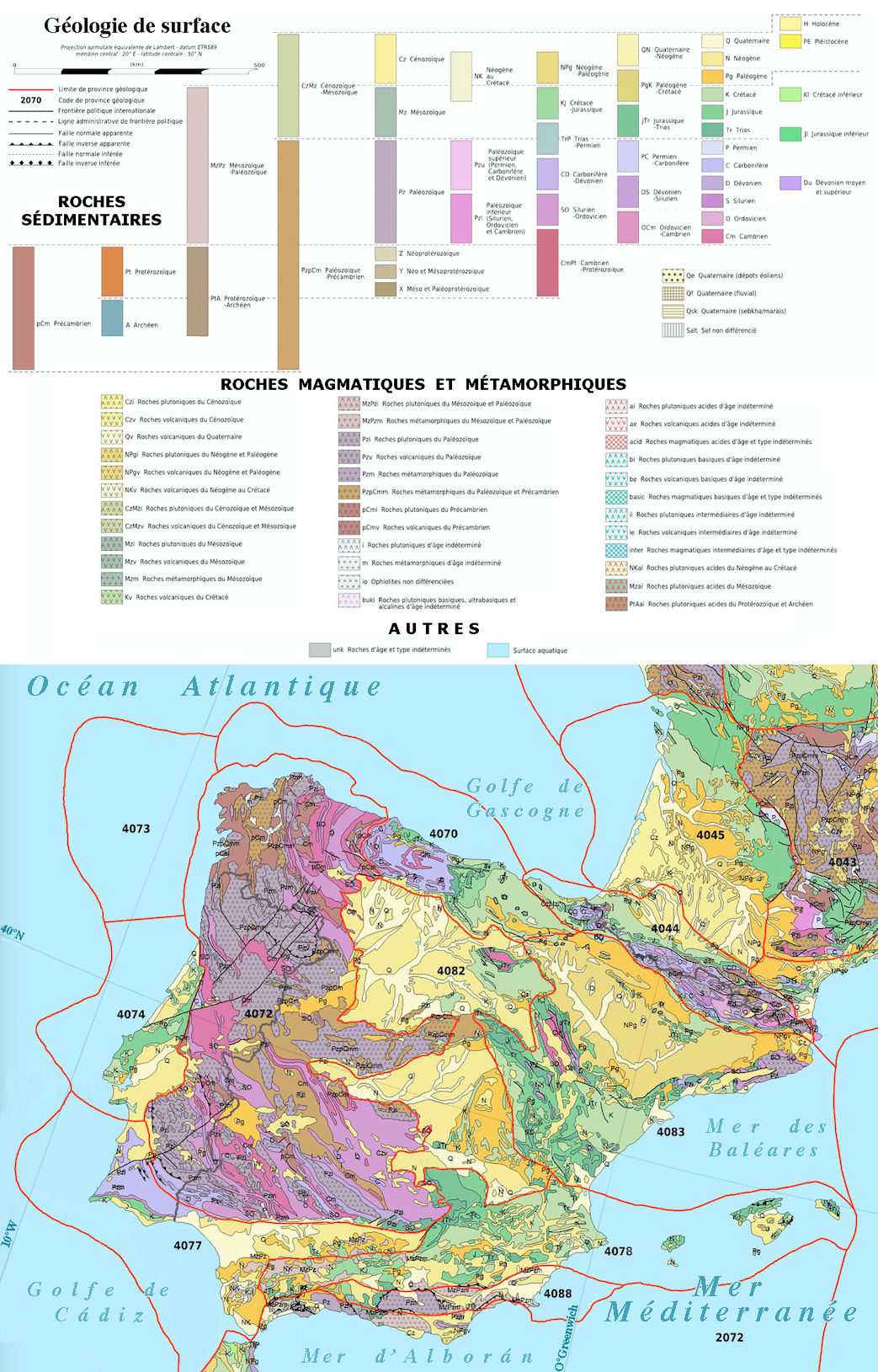
Géologie de la péninsule ibérique

La péninsule Ibérique est constituée d'un ensemble de boucliers, anciennes îles de la mer Téthysienne, compressées lors de l'orogenèse alpine entre des sédiments marins soulevés et plissés. Le massif de la Galice et du nord du Portugal est le fragment méridional du massif avallonien, dont le fragment septentrional est le massif armoricain. Cette fragmentation est intervenue lors de la rotation du bloc Ibérique durant l'orogenèse himalayo-alpine. Cette histoire géologique a formé un plateau central (la Meseta) entouré de chaînes plus élevées, la cordillère Cantabrique, les Pyrénées, la Sierra Nevada…

## Histoire

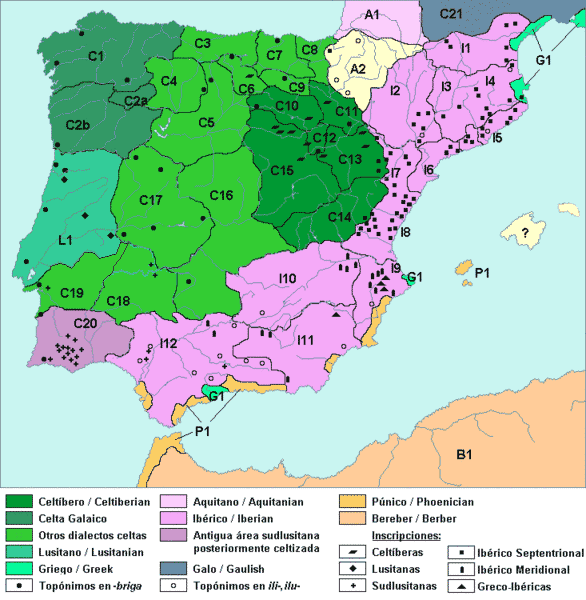
Langues pré-hispaniques

Ses premiers habitants connus sont les Lusitaniens et les Ibères, dont l'étymologie semble remonter à la racine indo-européenne *PiHwerjoHn (piouèryon, « fertile »). Puis les Carthaginois, les Celtes et enfin les Romains l'occupent successivement, la nommant Hispanie et y laissant la culture prédominante désormais, latine et chrétienne.
À la chute de l’Empire romain, les Wisigoths s'y installent, reprenant son nom antique de Bétique avant d'en être dépossédés par les Maures, qui eux la renomment Al-Andalus.
Au Moyen Âge, la péninsule est divisée en de nombreux États, les taïfas côté musulman, et des petits royaumes chrétiens dans le Nord. Durant sept siècles, elle représente un important carrefour entre les cultures chrétienne et musulmane (dont il reste de nombreux vestiges), jusqu'à la chute de Grenade en 1492.
Quatre des entités politiques présentes dans la péninsule sont regroupées en 1492 au sein d'une alliance monarchique personnelle, la monarchie catholique, permettant d'accentuer le degré d'intégration politique de l'ensemble, avec la conquête du royaume de Grenade par la Castille, du royaume de Navarre par l'Aragon, et la réunion des deux Couronnes de Castille et d'Aragon autour des Habsbourg d'Espagne. Cet ensemble, composé d’États distincts, servira de base aux Bourbons d'Espagne à partir du XVIIIe siècle pour créer l'État espagnol actuel.
L'Union ibérique, bien que transitoire et personnelle, a lieu en 1580, avec Philippe II, roi des Espagnes : le jeune roi Sébastien Ier du Portugal (Dom Sebastião) étant mort dans la bataille d'Alcácer Quibir (al-Ksar El Kébir) en 1578, au Maroc, et n'ayant pas laissé de descendants, son grand-cousin Philippe de Habsbourg réclame son droit au trône portugais, sous le prétexte que sa mère était fille du roi portugais Manuel Ier. Bénéficiant de l'appui d'une partie de la noblesse portugaise jalouse de ses privilèges et de certains hommes d’État désireux de liquider l'énorme dette portugaise, il écarte les prétentions (légitimes) de Catherine de Bragance, vainc militairement les forces loyales au prétendant Antoine, prieur de Crato, et se proclame en 1580 roi du Portugal, sous le nom de Philippe Ier de Portugal. Le Portugal et le reste des Espagnes demeurent tout de même des royaumes indépendants les uns des autres. L'union, qui n'est que personnelle, dure soixante ans jusqu'à ce que le Portugal s'en détache définitivement à la suite d'une révolte de l'aristocratie portugaise le 1er décembre 1640, parallèle à une révolte de la Catalogne, alors que régnait Philippe IV, petit-fils de Philippe II.

## Villes principales
Les villes principales situées sur la péninsule Ibérique sont Madrid, Barcelone, Lisbonne, Valence, Porto, Séville, Saragosse, Malaga, Murcie, Bilbao, Vigo, Alicante, Grenade, Valladolid, Oviedo, Santander, Braga, Coimbra, Badajoz, Setúbal, Leiria, Viseu, Tolède, Faro, Aveiro, Évora et Guarda.

## Langues par État

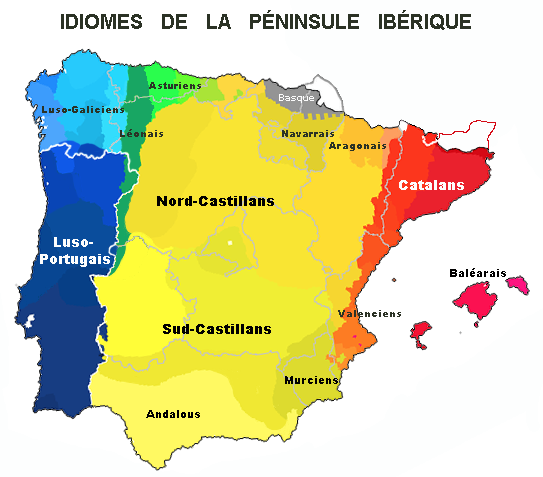
Linguistique de la péninsule ibérique.

On dénombre actuellement plus d'une quinzaine de langues parlées dans la péninsule Ibérique (sans compter les innombrables dialectes), avec des statuts légaux très variables, mais disposant en général d'un degré de protection assez élevé. La diversité linguistique, le dynamisme culturel et les questions de société en découlant sont une des caractéristiques géopolitiques de cette région du monde.

### Espagne
La constitution espagnole de 1978 reconnaît plusieurs « langues espagnoles ». Malgré le statut actuel des différentes langues en Espagne, il faut constater qu’il existe depuis des siècles une politique de castellanisation forcée de la péninsule Ibérique, préconisée par l’Espagne pour parvenir à une homogénéisation facilitant son hégémonie, avec des répercussions internationales (par exemple, en français une équivalence complète est faite entre « castillan » et « espagnol »). Cette incapacité à accepter ou à gérer autrement les différences linguistiques et culturelles de la péninsule Ibérique se manifeste encore aujourd'hui de différentes manières, à la fois au niveau populaire et au niveau des initiatives politiques. Cette pression a principalement touché les langues les plus importantes sur le plan démographique et culturel, le portugais et le catalan.
Ses statuts sont définis de la sorte :
- Le castillan, seule langue officielle dans sept communautés autonomes de l'ancienne Couronne de Castille (Asturias, Extremadura, Cantabria, Castille-et-León, La Rioja, Madrid, Castille-La-Mancha, Andalousie, Murcia) et aussi a l'Aragón et la part non vascophone de Navarre. Elle est aussi la « langue espagnole officielle de l'État »[6].
- le catalan ou català, parlée par environ 10 millions de personnes[N 1] et coofficiel dans les Pays catalans, à savoir en Catalogne, dans les îles Baléares et dans la Communauté valencienne (officiellement sous la dénomination locale de valencien, valencià). Le catalan est parlé aussi à l'est de l'Aragón et au Carxe (Murcia), mais il n'y est pas officiel ;
- le basque ou euskara, coofficiel dans le Pays basque et dans certaines zones de la Navarre ;
- le galicien ou galego, coofficiel en Galice[7] ;
- l'aranais ou aranés, dialecte gascon, coofficiel dans la comarque du val d'Aran (Catalogne)[8] ;
- le bable ou asturien, non officiel, mais mentionné dans le Statut d'autonomie de la principauté des Asturies (Art. 4.5. 1), qui stipule que « le bable jouira de protection », et que « son usage et sa diffusion dans les médias de communication et son enseignement » feront l'objet d'une promotion ;
- le léonais, ou llionés, non officiel, mais disposant d'un statut similaire au bable en Castille-et-León[9], est parlé en Espagne dans les provinces de León et Zamora ;
- l'estrémègne, non officiel ;
- l'aragonais ou aragonés, non officiel, parlé au nord de l'Aragon ;
- le fala, langue issu du galaïco-portugais, non officielle, mais déclarée « bien d'intérêt culturel » dans la province de l'Estrémadure depuis 2001 ;
- le portugais, non officiel et ne disposant d'aucune protection, dans les Conseils de la Raia frontalière. La langue portugaise a fait l'objet de campagnes d'éradication aux XIXe et XXe siècles dans le territoire d'Olivenza[10]. Dans le cadre de sa politique de respect des identités locales, le Conseil de l'Europe a demandé à l'État espagnol de favoriser l'apprentissage de la langue portugaise à Olivenza en 2008[11] ;
- la langue des signes espagnole, lengua de señas o signos española, officielle en Andalousie et dans la Communauté valencienne (plus de 100 000 locuteurs)[12] ;
- la langue des signes catalane, llengua de signes catalana, différenciée de la langue des signes espagnole, officielle dans la communauté autonome de Catalogne. Depuis 1994, elle est reconnue officiellement par la Generalitat de Catalunya qui s'est engagée à la promouvoir et propager dans la communication et les administrations publiques (20 à 32 000 locuteurs)[13].

La Galice a été autorisée à postuler au statut de membre associé de la Communauté des pays de langue portugaise par les dirigeants de l'organisation lusophone, à condition que Madrid l'y autorise. Le syndicat majoritaire de Galice a déjà un statut d’observateur à l’organisation syndicale des pays de langue portugaise.

### Portugal
- le portugais, langue officielle de la République portugaise[16] ;
- le mirandais, mirandês ou mirandés, seconde langue officielle (10 à 15 000 locuteurs directs)[17]. Langue rattachée au groupe astur-léonais, parlée par environ 10 000 personnes dans la région de Miranda do Douro et Vimioso. Le mirandais jouit d'un statut et d'une protection particuliers ;
- la langue des signes portugaise, língua gestual portuguesa, troisième langue officielle (100 000 locuteurs directs). Elle est, depuis 1997, l'une des trois langues officielles de la République portugaise, avec un statut mentionné dans la Constitution portugaise[18] ;
- le léonais, ou llïonés, non officiel et ne disposant d'aucune protection, parlé dans certains villages du district de Bragance (Rionor, Guadramil (pt), Quintanilha, etc.).

### Andorre
- Le catalan, langue officielle de la principauté d'Andorre[19], fait l'objet d'une protection très stricte et d'une réglementation particulière[20].

D'autres langues sont parlées et enseignées dans le pays, justifiant son adhésion à certaines organisations internationales :
- le castillan (non officiel), 36,8 % de locuteurs au sein de la population[22] ;
- le portugais (non officiel), 17,6 % de locuteurs au sein de la population[23] ;
- le français (non officiel), 7 % de locuteurs au sein de la population[24].

L'Andorre fait partie de l'Organisation internationale de la francophonie. Il postule au statut de membre associé de la Communauté des pays de langue portugaise.

### Gibraltar
- l’anglais, langue officielle du territoire britannique d'outre-mer ;
- le llanito, non officiel, mélange d'anglais et de castillan.

### France
La Cerdagne française, qui correspond à la moitié de la région naturelle de Cerdagne, est une partie de l'ancien comté de Cerdagne, dépendance traditionnelle des comtes de Barcelone (du XIIe au XVIIe siècle). Rattachée à la France lors du traité des Pyrénées (1659), elle appartient culturellement aux Pays catalans. On y parle :
- le français, langue officielle ;
- le catalan, non officiel, mais disposant d'un statut de langue régionale protégée dans le département des Pyrénées-Orientales depuis le 10 décembre 2007[26] ;
- la langue des signes française, officielle[27].

### La langue des Roms ibériques
- Le caló, langue romani parlée dans l'ensemble de la péninsule (et au Brésil) par les Gitans (entre 60 et 170 000 locuteurs). Il présente des variantes dialectales, et est appelé romaní español ou caló español dans les cinq communautés autonomes de Castille, caló portugués au Portugal, caló catalán dans les Pays catalans et caló vasco ou erromintxela au Pays basque (on le nomme caló brasileño au Brésil), non officiel[28].

## Environnement

### Agriculture
D’emblée confrontée à des climats semi-arides dans des régions océaniques et montagneuses et en proie, depuis les années 1990, à une importante sécheresse, la péninsule Ibérique est l’une des régions européennes les plus vulnérables au réchauffement climatique. L'Ibérie est, en effet, fréquemment soumise à des sécheresses qui n’affectent pas moins de 20 % de son territoire et jusqu’à 50 % lors de très grande aridité. Sécheresses que l’on peut difficilement prévoir tant spatialement que temporellement, rendant ainsi difficiles les adaptations. S’ajoutent à ces conditions peu clémentes, la situation géographique (entre l’océan Atlantique et la Méditerranée) qui permet la passage non seulement de tempêtes synoptiques et de restes de cyclones tropicaux mais aussi des précipitations irrégulières : tantôt rares, tantôt abondantes, elles donnent lieu soit à des vagues de chaleur accompagnées de pénuries d’eau soit à des inondations avec des glissements de terrain. L’ensemble de ces événements climatiques génèrent ainsi d’importantes conséquences sociétales et surtout économiques qui mettent notamment à mal l’agriculture qui voit ses sols se dégrader, limitant alors le développement agraire.
Les études en péninsule s’intéressent davantage au cas de l’Espagne qui représente 85 % du territoire Ibérique. Si l’Espagne voit son agriculture affectée par le réchauffement climatique, c’est que celle-ci est déjà réduite à seulement 40 % de la zone nationale, le reste n’étant pas cultivable à cause de la topographie. Les impacts sont très différents car il existe des disparités géographiques : au nord et au sud, la pénurie d’eau et la baisse de rendement (jusqu’à 30 %) sont plus importantes qu’en régions centrales où la perte de rendement est moindre. Mais c’est quand même l’ensemble du pays qui réclame plus d’eau pour son irrigation.
En effet, la péninsule Ibérique entière est dotée, depuis plusieurs années déjà, de systèmes d’irrigation qui demandent énormément d’eau (75 % des besoins en eau). Les sécheresses prolongées et la diminution des ressources en eau (2/3 des ressources pluviales sont évaporées sous l’effet des influences continentales et du réchauffement climatique) ont encore accru cette demande. Ces sécheresses, liées à des précipitations aléatoires, perturbent les cycles végétatifs et ont affecté outre mesure l’environnement en provoquant, notamment, des feux sauvages et une importante désertification. Celle-ci a mené à une perte de la biodiversité et des écosystèmes naturels en réduisant les zones humides et agricoles ainsi que la faune et la flore qui y sont associées. Ce phénomène a également provoqué l’augmentation du processus d’érosion et de salinisation des sols, réduisant encore les terres arables. Face à ces problèmes, l’irrigation, étant un bon moyen contre la désertification, s’est naturellement multipliée.
Au-delà des conséquences environnementales, il faut aussi faire face à plusieurs problèmes économiques. Il était déjà rapporté en 1999 que la production agricole variait jusqu’à 20 % selon les années et ceci ne s’est pas amélioré ces dernières temps avec la baisse de l’importance économique de l’agriculture non irriguée (notamment les céréales). S’ajoute à cela le coût de l’eau qui, se faisant rare, a nécessairement augmenté. Dans un pays tel que l’Espagne, qui est le 4e plus grand producteur d’eau dessalée (production de 1,9 million de m3 par jour en 2009), cette augmentation risque d’affecter sérieusement le secteur agricole en causant, notamment, la perte de l’agriculture dans certaines régions. En outre, l’irrigation n’étant même plus une ressource fiable en eau, son extension semble être une option peu recommandable.
Ensuite, il faut s’attendre à des conséquences indirectes telles que la pollution des nappes aquifères et la dégradation de la qualité des eaux, dues à l’irrigation excessive. Des investissements sont alors à prévoir pour adapter des infrastructures de traitement des eaux usées et de protection contre les inondations, la pénurie d’eau et les sécheresses ; prévoir aussi les coûts supplémentaires pour l’expansion et le renforcement des réseaux de surveillance des alertes météorologiques.
Enfin, il faut amener les agriculteurs à une prise de conscience et les impliquer davantage dans une meilleure utilisation des ressources disponibles (économies d’eau…) et dans une adaptation adéquate des cultures. L’ampleur des changements sera telle que les agriculteurs devront s’accommoder de manière plus importante.
En conclusion, s’il existe d’autres régions, sur d’autres continents, où les problématiques dues au changement climatique sont beaucoup plus catastrophiques, la situation ibérique reste relativement alarmante pour une région d’Europe.